# Centro de Filadelfia

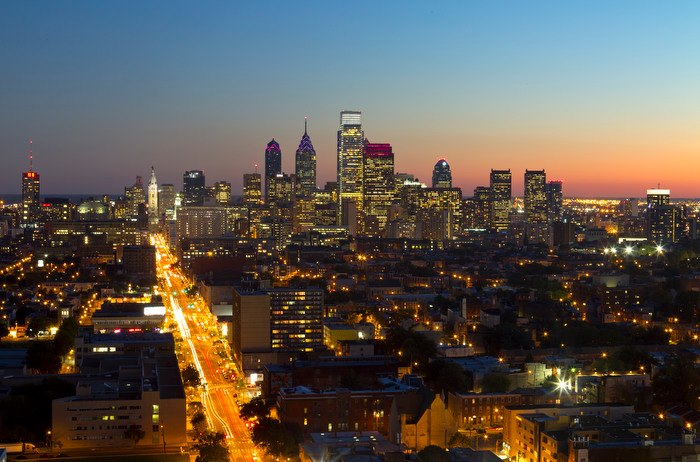
Center City Philadelphia, el segundo downtown más grande de los Estados Unidos.

El centro de Filadelfia incluye el "Downtown" o Distrito Central de Negocios, y los barrios centrales de Filadelfia, Pennsylvania, Estados Unidos. En 2005 su población era de 88.000 habitantes lo convierte en el centro de la ciudad más poblada de los Estados Unidos.

## Gobierno
La Agencia Federal de Prisiones (BOP) gestiona el Centro Federal de Detención, Filadelfia en Center City.

## Educación
El Distrito Escolar de Filadelfia gestiona las escuelas públicas de Center City.